# Josef Ocelka
W/Cdr Josef Ocelka, DFC (12. března 1909 Nové Dvory u Lipníka nad Bečvou – 21. července 1942 Brize) byl v pořadí třetím velitelem 311. československé bombardovací perutě RAF, která operovala jako jedna ze čtyř československých perutí v období druhé světové války v britském letectvu, a to mezi dny 3. července 1941 až 20. dubna 1942. Narodil se v obci Nový Dvůr u Lipníka nad Bečvou (dnes Nové Dvory), kde se na jeho rodném domě (č. p. 11) dnes nachází pamětní deska, kterou sdílí společně se svým bratrem Antonínem Ocelkou, rovněž bývalým pilotem RAF. Zahynul 21. července 1942 na letišti Brize Norton, při startu k zalétávacímu letu zachytil s letounem Beaufort DD938 o střechu hangáru. Je pohřben na vojenském hřbitově Brookwood Military Cemetery, na parcele 24, v řadě B, hrob 8.

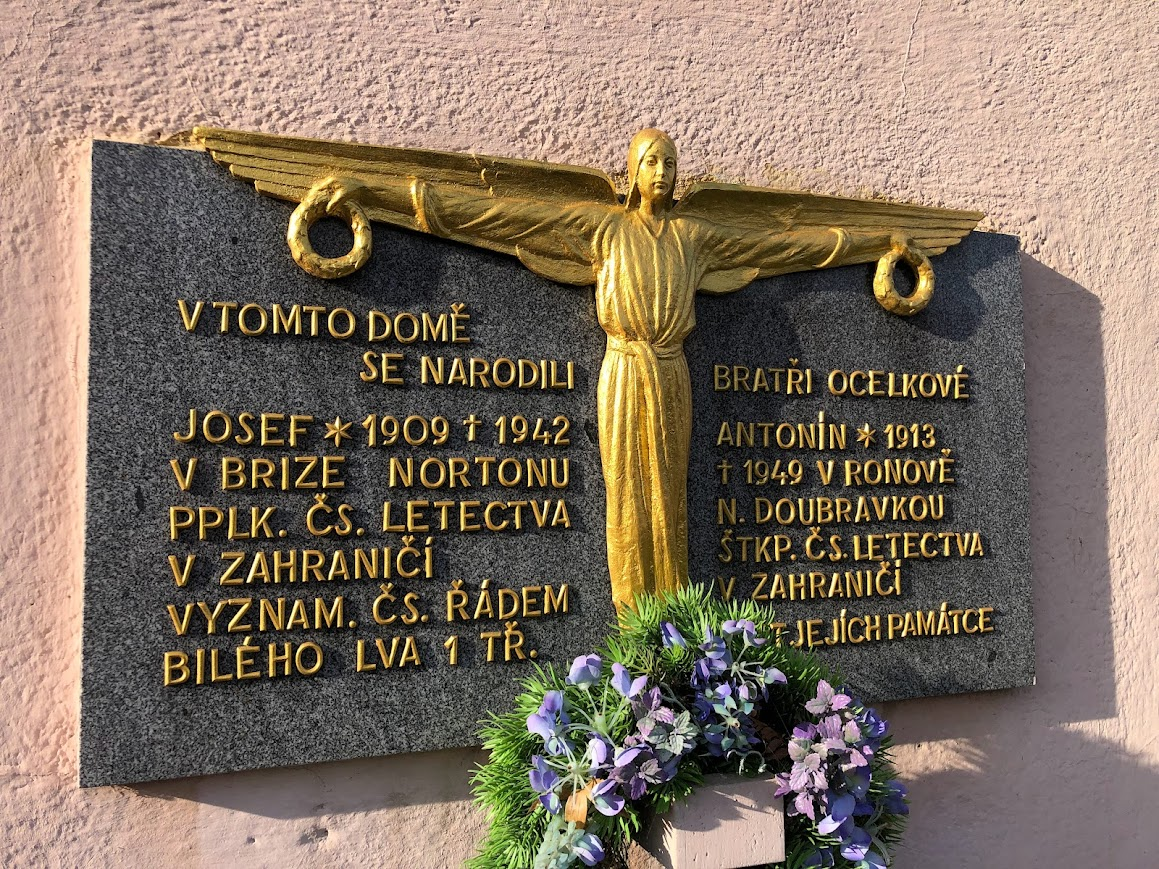
Pamětní deska.

## Vyznamenání

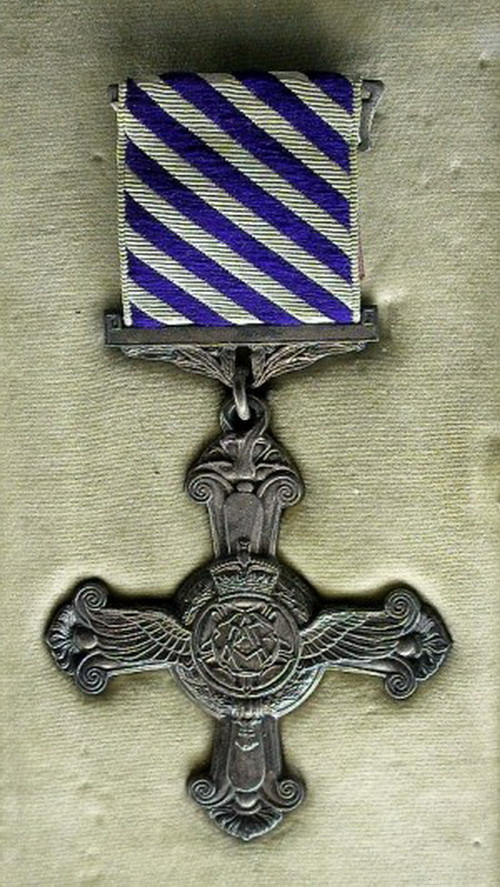
Britský Záslužný letecký kříž Josefa Ocelky

- Československá medaile Za chrabrost před nepřítelem (28. 10. 1940)
- Československý válečný kříž 1939 (6. 3. 1941)
- Československý válečný kříž 1939 (21. 6. 1941)
- Záslužný letecký kříž (D.F.C. - Distinguished Flying Cross) (3. 7. 1941)
- Československý válečný kříž 1939 (25. 7. 1941)
- Československý válečný kříž 1939 (20. 1. 1942)
- Řád Bílého lva I. tř. vojenská skupina (1994) (28. 10. 2019)
- Válečná medaile 1939–1945
- Evropská hvězda leteckých osádek
- Medaile Za zásluhy I. stupeň
- Pamětní medaile československé armády v zahraničí

## Externí odkazy

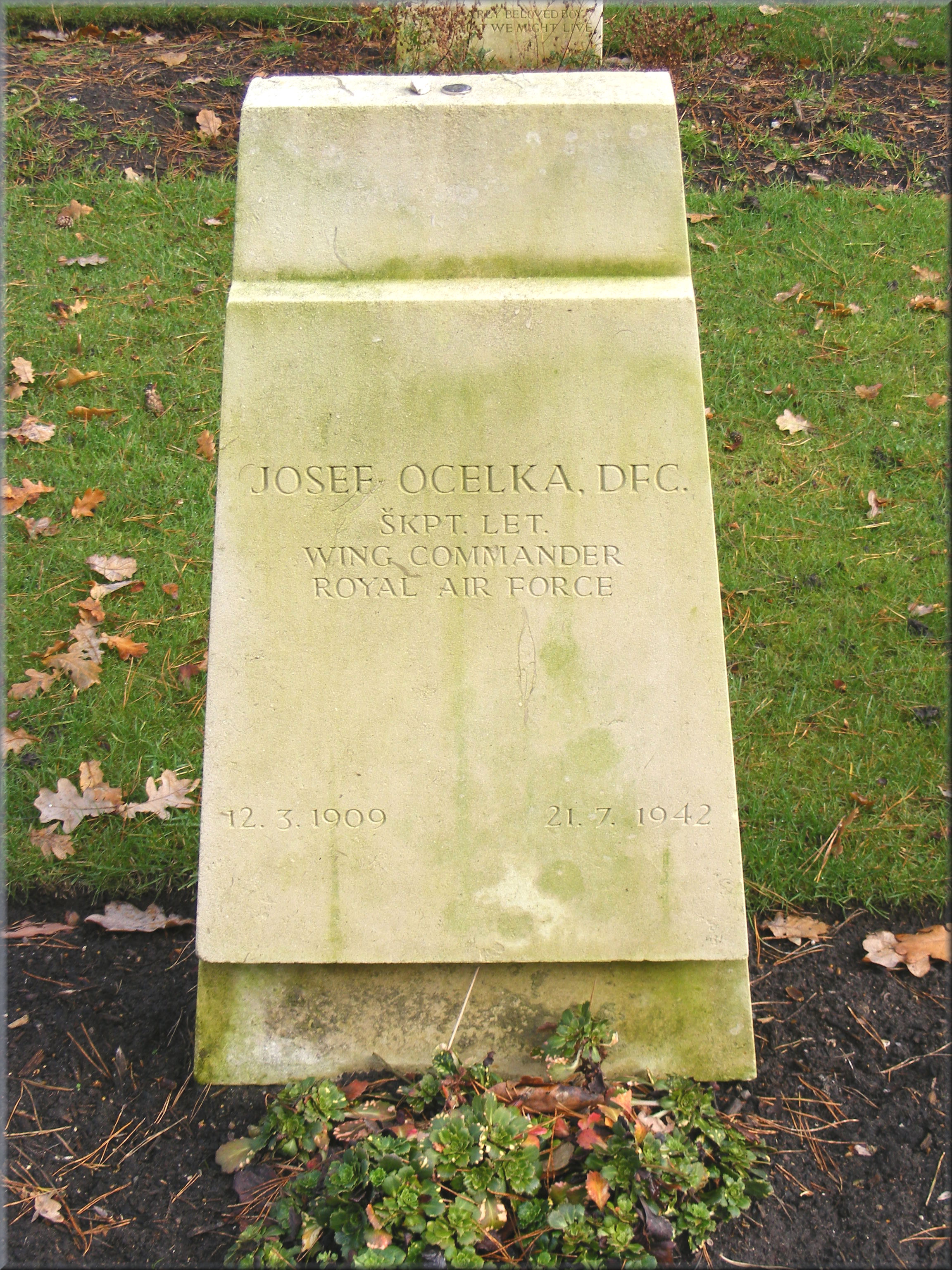
Hrob Josefa Ocelky